# Helicia kwangtungensis
Helicia kwangtungensis är en tvåhjärtbladig växtart som beskrevs av Wen Tsai Wang. Helicia kwangtungensis ingår i släktet Helicia och familjen Proteaceae. Inga underarter finns listade i Catalogue of Life.